# بورس (انگلستان)
بورس، انگلستان (انگلیسی: Bures, England) دهکدهای در شرق انگلستان است که در مرز اسکس و سافولک قرار دارد و از دو محله مدنی تشکیل شده است: بورس هملت در اسکس و بورس سنت مری در سافولک.